# Santa Cecília de Vilanova de Banat
Santa Cecília de Vilanova de Banat és una obra del municipi d'Alàs i Cerc (Alt Urgell) protegida com a bé cultural d'interès local.

## Descripció
L'església de Santa Cecília de Vilanova de Banat és un temple d'una sola nau, capçat a nord-est per una capçalera plana i coberta amb dos trams de volta separats per un arc faixó molt ample. La zona del presbiteri és coberta amb volta de canó amb llunetes, mentre que en l'altre tram la volta també és de canó, però de perfil apuntat i sense llunetes.
S'accedeix al presbiteri mitjançant un graó. Al mur de tancament s'obre una porta rectangular al costat de l'epístola que condueix a la sagristia, adossada a la capçalera del temple. Es tracta d'un edifici de planta rectangular de dues plantes cobert amb llosa a doble vessant. En aquest mateix costat del presbiteri, sota la lluneta, s'obre una finestra en arc rebaixat i de biaix ample.
A la nau hi ha dues capelles afrontades en arc de mig punt. La del mur de migdia presenta una fornícula central amb columnetes i un encapçalament en forma de petxina, tot de guix. L'altra capella és més fonda és coberta amb volta de canó amb llunetes. A tocar d'aquesta capella n'hi ha una de menor amb una pica baptismal moderna. Als peus de l'església estan ocupats per un cor de fusta en alt.
S'accedeix a l'església per una gran porta adovellada en arc de mig punt i dovelles molt amples. A la clau de l'arc hi ha esculpida la creu del calvari amb les la inscripció CMR i la data 1673. Al damunt hi ha un ull de bou.
A la cantonada sud-occidental de l'església hi ha un campanar de torre de secció quadrangular amb quatre finestres en arc de ferradura i coberta plana amb merlets als angles.
El parament exterior de tota l'església està fet a base de carreuons irregulars, toscament desbastats, en filades. La coberta externa és de llosa a doble vessant.

## Història
El nucli de Vilanova de Banat és documentat des de l'any 840 i l'església apareix documentada a l'acta de consagració de la Seu d'Urgell que data del segle x.
Les esglésies de Vilanova, Sant Romà de Banat i Sant Iscle de Vilanova, s'esmenten explícitament en una donació l'any 1030.
Amb la refundació del nou assentament de Vilanova de Banat, l'any 1255, l'església de Sant Romà de Banat es converteix en sufragània de l'antiga església de Vilanova, la qual deixarà de figurar com a Sant Iscle i esdevindrà la parroquial. L'advocació de Santa Cecília apareix l'any 1312 en la relació d'esglésies visitades per l'arquebisbe de Tarragona a la diòcesi d'Urgell.
En les visites pastorals dels anys 1515, 1575 i 1785 figura l'església parroquial de Santa Cecília de Vilanova de Banat, que tenia com a sufragànies les esglésies de Sant Romà de Banat i Sant Miquel de la casa de Sant Miquel.
Actualment l'església de Santa Cecília és supeditada a l'església parroquial d'Alàs.